# My Propeller
«My Propeller» es el tercer sencillo del tercer álbum de Arctic Monkeys, Humbug. Desde el 22 de marzo de 2010 está disponible en tiendas Oxfam, igual que los dos singles anteriores, "Crying Lightning" y "Cornerstone".

## Lista de canciones
La versión de 7 contiene la cara a, "My Propeller", y una cara b titulada "Joining the Dots". La versión de 10 contiene ambos temas, además de otras 2 caras b tituladas "The Afternoon's Hat" y "Don't Forget Whose Legs You're On".
Todas las letras fueron escritas por Alex Turner y todas las canciones compuestas por Arctic Monkeys.
- Datos: Q2402020